# Nocticanace curioi
Nocticanace curioi är en tvåvingeart som beskrevs av Wirth 1969. Nocticanace curioi ingår i släktet Nocticanace och familjen Canacidae.
Artens utbredningsområde är Galápagosöarna. Inga underarter finns listade i Catalogue of Life.